# Horst Petri

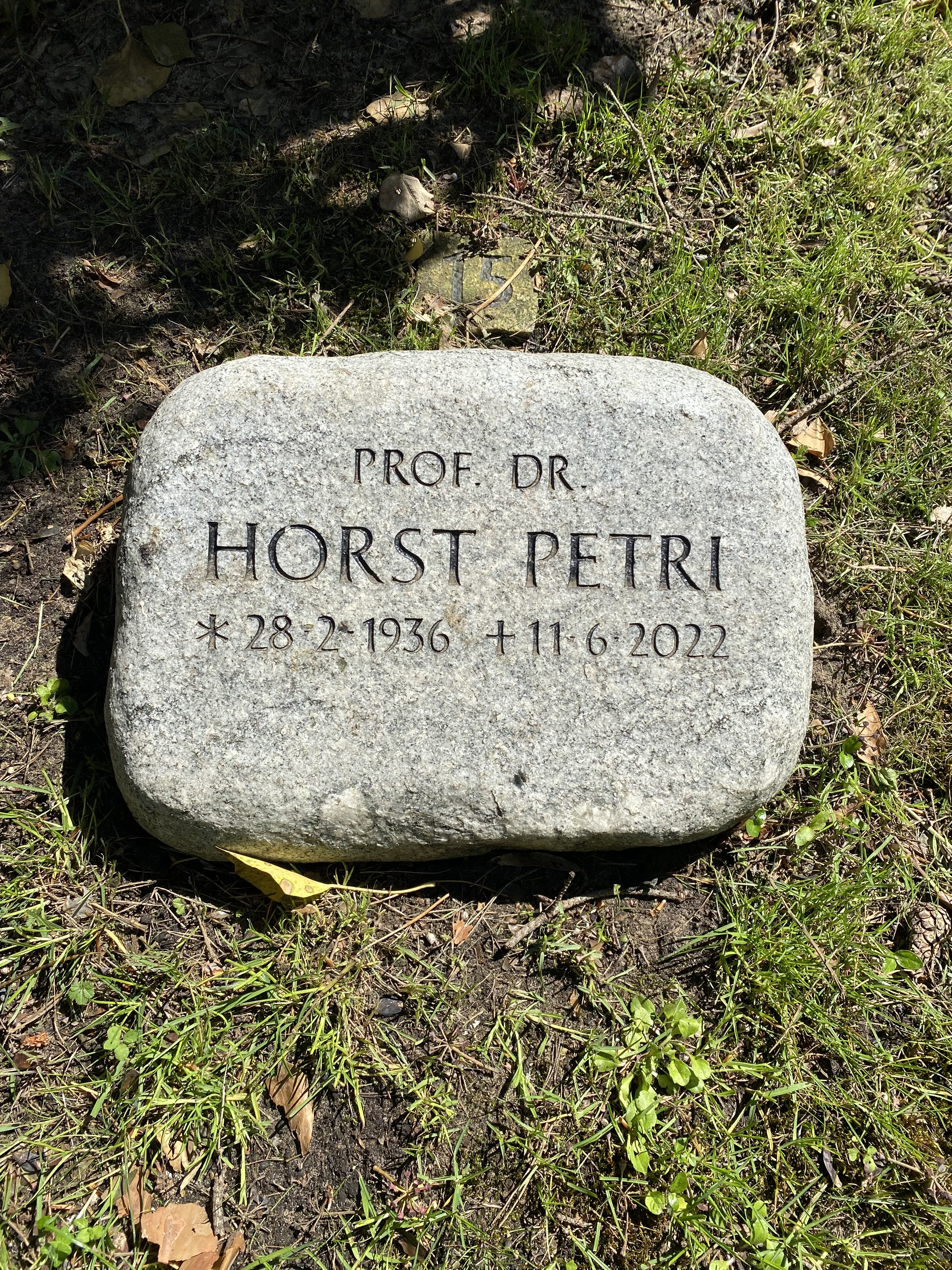
Grabstätte auf dem Waldfriedhof Zehlendorf

Horst Petri (geboren am 28. Februar 1936 in Köln; gestorben am 11. Juni 2022 in Berlin) war ein deutscher Arzt für Neurologie und Psychiatrie sowie Kinder- und Jugendpsychiatrie. Petri arbeitete als Psychoanalytiker, -therapeut und Supervisor in eigener Praxis in Berlin und ist Autor eines umfangreichen Werks.

## Biografie
Petri studierte Medizin in München, Freiburg und Tübingen und erwarb seine Facharztausbildungen an der Freien Universität in Berlin. 1981 habilitierte sich Petri und war bis 2001 Hochschullehrer für Psychotherapie und Psychosomatik an der FU Berlin. Er war ein Vertreter der an den sozialen Problemen und der Gewalt in der Gesellschaft orientierten Psychoanalyse mit besonderem Blick auf die Folgen gesellschaftlicher Fehlentwicklungen für Kinder und Jugendliche. Petri beschäftigte sich mehr als drei Jahrzehnte mit den Auswirkungen familiärer Prozesse auf Gesellschaft und Individuum, wobei ab Mitte der 1990er-Jahre immer stärker das von Petri für weit unterschätzt gehaltene Drama der Vaterlosigkeit bzw. Vaterentbehrung in den Vordergrund seiner Arbeit trat.
Petri starb im Juni 2022 im Alter von 86 Jahren in Berlin; sein Grab fand er auf dem Waldfriedhof Zehlendorf.

## Werke (Auswahl)
- Gewalt in der Erziehung : Plädoyer zur Abschaffung der Prügelstrafe. Analysen u. Argumente. Zusammen mit Matthias Lauterbach. Athenäum/Fischer TB, Frankfurt 1975
- Soziale Schicht und psychische Erkrankung im Kindes- und Jugendalter. Fachstudie unter Mitarb. von Lutz Rosenberg u. Christine Thate. Vandenhoeck u. Ruprecht, Göttingen 1979
- Angst und Frieden : Psychoanalyse u. gesellschaftl. Verantwortung. Fischer TB, Frankfurt 1987
- Das verlorene Paradies : drei Jahre nach Tschernobyl. (Vortrag) IPPNW, Heidesheim 1989
- Erziehungsgewalt : zum Verhältnis von persönlicher und gesellschaftlicher Gewaltausübung in der Erziehung. Fischer TB, Frankfurt 1989
- Verlassen und verlassen werden : Angst, Wut, Trauer und Neubeginn bei gescheiterten Beziehungen. Kreuz, Zürich 1991
- Umweltzerstörung und die seelische Entwicklung unserer Kinder. Kreuz, Zürich 1992
- Geschwister – Liebe und Rivalität : die längste Beziehung unseres Lebens. Kreuz, Zürich 1994
- Lieblose Zeiten : psychoanalytische Essays über Tötungstrieb und Hoffnung. Vandenhoeck und Ruprecht, Göttingen u. a. 1996
- Guter Vater – böser Vater : Psychologie der männlichen Identität. Scherz, München u. a. 1997
- Das Drama der Vaterentbehrung : Chaos der Gefühle – Kräfte der Heilung. Herder, Freiburg u. a. 1999
- Der Verrat an der jungen Generation : welche Werte die Gesellschaft Jugendlichen vorenthält. Herder, Freiburg u. a. 2002
- Väter sind anders : die Bedeutung der Vaterrolle für den Mann. Kreuz, Stuttgart 2004
- Der Wert der Freundschaft : Schutz, Freiheit und Verletzlichkeit einer Beziehung. Kreuz, Stuttgart 2005
- Jugend auf der Suche : welche Werte die Gesellschaft Jugendlichen vorenthält. Herder, Freiburg u. a. 2006
- Psychotherapie mit jungen Erwachsenen. Kreuz, Stuttgart 2006 und E. Reinhardt, München u. Basel 2010
- Bloß nicht zu viel Liebe : Eltern und Kinder zwischen Bindung und Freiheit. Ein Lebensweg. Kreuz, Stuttgart 2007
- Geschwister – Liebe und Rivalität : die längste Beziehung unseres Lebens,  	vollst. überarb. und erw. Neuausgabe. Kreuz, Freiburg 2012